# Kukruse
Kukruse is een plaats in de Estlandse gemeente Toila, provincie Ida-Virumaa. De plaats heeft de status van dorp (Estisch: küla).

## Bevolking
Het dorp had 52 inwoners op 31 december 2011 en 48 inwoners op 31 december 2021.

## Ligging
Ten noordwesten van Kukruse ligt het gelijknamige stadsdeel van de stad Kohtla-Järve.